# 퍼넬러피 윌턴
퍼넬러피 윌턴 여사(영어: Dame Penelope Wilton, DBE, 1946년 6월 3일 ~ )는 잉글랜드의 배우이다. 드라마 《닥터 후》, 《다운튼 애비》에서의 배역으로 잘 알려져 있다.

## 서훈
- 2004년 대영 제국 훈장 4등급(OBE)[2]
- 2016년 대영 제국 훈장 2등급(DBE, 작위급 훈장)[1]

## 작품 목록
- 마이 리틀 자이언트